# Alessandro Andrei
Alessandro Andrei (Firenze, 3 gennaio 1959) è un ex pesista italiano, vincitore della medaglia d'oro ai Giochi olimpici di Los Angeles 1984.
Alto 1,91 m e con un peso forma di 118 kg, ha conseguito in carriera importanti risultati come, oltre al titolo olimpico, l'argento ai mondiali di Roma del 1987 e il bronzo agli europei al coperto del 1984. Le sue presenze con la maglia della nazionale di atletica leggera sono state sessantatré.

## Biografia
Allenato da Roberto Piga ed Ekkart Arbeit, Andrei è diventato campione olimpico a Los Angeles 1984, ed è stato tre volte primatista mondiale durante lo stesso meeting di atletica leggera svoltosi a Viareggio il 12 agosto 1987.

### Gli inizi (1975-1980)
Iniziò la sua carriera sportiva nel 1975 nell'ASSI Giglio Rosso Firenze sotto la guida di Roberto Piga.
Il suo primo successo fu nel 1977 con la vittoria del titolo nazionale juniores nel getto del peso.
Lo stesso anno fece il suo esordio a livello internazionale ai campionati europei juniores a Donec'k dove concluse in nona posizione con la misura di 16,29 metri.

### L'affermazione internazionale (1981-1983)
Con due allenamenti quotidiani, uno presso il campo di allenamento e l'altro svolto in palestra, per un totale di 6 ore giornaliere riuscì ben presto ad incrementare le sue prestazioni e ad affermarsi non solo a livello nazionale ma anche internazionale.
Nel 1981 prese parte ai campionati europei indoor a Grenoble dove concluse quarto con un lancio a 19,34 metri.
L'anno successivo raggiunse la finale sia agli europei indoor di Milano, dove giunse quinto, che agli europei di Atene, ma fu nel 1983 che ottenne la sua prima medaglia internazionale durante i Giochi del Mediterraneo di Casablanca dove conquistò l'argento.
Prese parte anche alla prima edizione dei campionati mondiali, ad Helsinki, concludendo quinto con una misura superiore ai 20 metri.

### Il titolo olimpico (1984)
Il 1984 fu l'anno della sua consacrazione a livello internazionale. Durante l'anno riuscì ad incrementare sensibilmente le sue prestazioni superando con buona regolarità la fettuccia dei 21 metri. Durante la stagione indoor, dopo aver raggiunto la misura di 21,11 durante una gara a Genova, conquistò il bronzo agli europei al coperto di Göteborg, con la stessa misura del secondo classificato, lo svizzero Werner Günthör. Durante la stagione all'aperto migliorò ulteriormente il suo personale fino a 21,50 metri.
Durante il mese di agosto partecipò alle Olimpiadi di Los Angeles 1984 come uno dei favoriti grazie anche al boicottaggio da parte del blocco orientale, che tolse dai giochi grandi specialisti come Ulf Timmermann e Udo Beyer. Dopo aver superato un'agevole qualificazione, assieme al connazionale Marco Montelatici, durante la finale lo scontro con gli atleti statunitensi diede vita ad un'avvincente competizione. Dopo l'iniziale 20,97 di Dave Laut e il 21,09 di Mike Carter, al terzo lancio di gara Andrei riuscì a prendere la testa della classifica con 21,26 metri. Grazie a questo lancio riuscì a conquistare il titolo, il primo della sua carriera e il primo per l'Italia in quella specialità.

### Oltre i 22 metri (1985-1986)
Dopo l'argento alle Universiadi di Kobe, e dopo aver incrementato il suo primato personale fino a 21,95 metri, il 26 agosto 1986 a Viareggio superò finalmente la fettuccia dei 22 metri. Lo stesso anno prese parte agli europei di Stoccarda dove però, pur essendo uno dei favoriti, non riuscì a lanciare oltre alla misura di 20,73 metri fermandosi ai piedi del podio ad un solo centimetro dal bronzo vinto dal tedesco orientale Udo Beyer.

### Il record del mondo (1987)
Il 1987 fu un anno pieno di successi per Andrei. Il 28 febbraio, a Torino, migliorò il suo primato personale fino alla misura di 21,54, record italiano al coperto rimasto imbattuto per quasi 33 anni. Leonardo Fabbri lo ha infatti migliorato lanciando 21,59 l'11 febbraio 2020 a Stoccolma.
Durante la stagione all'aperto, dopo aver disputato pochissime competizioni, il 12 agosto a Viareggio disputò la sua più grande gara riuscendo a superare il record del mondo per ben tre volte. Dopo due tentativi superiori ai 22 metri, al terzo lancio di gara riuscì ad infrangere il record del mondo di Udo Beyer con 22,72 metri. Al quarto tentativo si migliorò di altri 10 centimetri fino a 22,82, per poi concludere al quinto tentativo con 22,91 metri. L'ultimo lancio di gara fu ancora di altissimo livello con 22,74 metri. Il suo record durò per un anno fino al 22 maggio 1988 quando il tedesco orientale Ulf Timmermann lanciò fino a 23,06 m divenendo il primo uomo oltre i 23 metri. La gara di Viareggio, che vide Andrei come grande protagonista, statisticamente divenne anche la gara con la miglior media di lanci: 22,628 metri.
Lo stesso anno partecipò ai Mondiali di Roma come grande favorito ma giunto alla finale della competizione concluse secondo con 21,88 metri dietro allo svizzero Werner Günthör vincitore con 22,23 metri.

### Le Olimpiadi di Seul (1988)
Nel 1988 ebbe un forte calo nelle sue prestazioni non riuscendo più a raggiungere la fettuccia di 21 metri. Dopo aver rinunciato ai campionati nazionali, sia indoor che outdoor, partecipò alle Olimpiadi di Seul come campione in carica non riuscendo però a bissare il successo di quattro anni prima. Concluse la gara in settima posizione con 20,36 metri, lontano più di un metro e mezzo dal terzo gradino del podio.

### Il declino (1989-1992)
Nel 1989, dopo il settimo posto ai mondiali indoor di Budapest tornò a vincere il titolo nazionale all'aperto concludendo anche terzo in Coppa Europa. L'anno successivo non riuscì ancora a tornare ai livelli degli anni precedenti, rinunciando anche agli europei di Spalato, ma in compenso trionfò a livello nazionale conquistando due titoli italiani.
Nel 1991 partecipò ai mondiali indoor di Siviglia concludendo però soltanto quattordicesimo con una misura lontana dai 19 metri. Durante la stagione all'aperto, dopo il trionfo ai Giochi del Mediterraneo con un lancio a 19,38 metri, ai mondiali di Tokyo, dopo essere entrato in finale, concluse in undicesima posizione.
L'anno successivo, dopo il sesto posto agli europei di Genova e dopo essere riuscito a tornare su misure superiori ai 20 metri, prese parte alle Olimpiadi di Barcellona. Superate le qualificazioni in finale non riuscì a lanciare oltre alla misura di 19,62 rimanendo lontano dalle prime 8 posizioni.

### Le ultime presenze in nazionale (1993-1997)
Nei primi anni '90 molti atleti che negli anni '80 avevano dominato le classifiche mondiali decisero di ritirarsi dalle competizioni come ad esempio Udo Beyer, Ulf Timmermann, Werner Günthör o Klaus Bodenmüller. Andrei, che già da qualche anno aveva avuto un forte calo di prestazioni, continuò la sua carriera anche se ormai aveva superato abbondantemente i 30 anni.
Nel 1993 conquistò il suo secondo argento ai Giochi del Mediterraneo. Da lì a poco altri atleti come Paolo Dal Soglio iniziarono a togliere ad Andrei anche il dominio dello scenario italiano relativo alla specialità. Nel 1995 partecipò per la quarta e ultima volta ad un campionato del mondo, a Göteborg, dove però non riuscì a raggiungere la finale. Nel 1997 ci fu la sua ultima presenza in nazionale quando riuscì a conquistare l'oro ai Giochi del Mediterraneo di Bari.

### Gli ultimi anni e il ritiro (1998-2004)
Dopo il 1997 continuò ancora a gareggiare stabilendo, il 23 luglio 2000, il record nazionale over 40 con 19,07 metri. Ormai lontano dai vertici nazionali, raggiunta l'età di 45 anni, nel 2004 decise di ritirarsi dall'attività agonistica.

## Attività extra-sportive e vita privata
Al termine della sua carriera è rimasto all'interno della Polizia di Stato, venendo assegnato ad altro reparto. Attualmente vive a Firenze ed è sposato con la ex pesista e discobola Agnese Maffeis.

## Record nazionali
Alessandro Andrei ha siglato vari record italiani:

### Seniores
- Getto del peso, 22,91 m ( Viareggio, 12 agosto 1987)

### Master M35
- Getto del peso, 20,17 m ( Pistoia, 13 settembre 1995)

### Master M40
- Getto del peso, 19,07 m ( Pescara, 23 luglio 2000) ex-

## Progressione
Alessandro Andrei ha continuato a lanciare sino al 2004 e cioè fino all'età di 45 anni, queste sono le sue migliori prestazioni stagionali anno per anno:

### Getto del peso outdoor
| Stagione | Risultato | Luogo             | Data      | Rank. Mond. |
| -------- | --------- | ----------------- | --------- | ----------- |
| 2003     | 17,50 m   | Milano            | 29-6-2003 | 284º        |
| 2002     | 18,56 m   | Pistoia           | 9-6-2002  | 137º        |
| 2001     | 18,94 m   | Bressanone        | 17-6-2001 | 95º         |
| 2000     | 19,07 m   | Pescara           | 23-7-2000 | 90º         |
| 1999     | 18,87 m   | Pescara           | 4-7-1999  | 90º         |
| 1998     | 19,76 m   | Milano            | 11-6-1998 | 34º         |
| 1997     | 19,54 m   | Bari              | 16-6-1997 | 41º         |
| 1996     | 19,55 m   | Bologna           | 26-5-1996 | 53º         |
| 1995     | 20,17 m   | Pistoia           | 13-9-1995 | 17º         |
| 1994     | 18,23 m   | Formia            | 5-6-1994  | 104º        |
| 1992     | 20,79 m   | Parma             | 23-7-1992 | 16º         |
| 1991     | 19,84 m   | Oristano          | 1-6-1991  | 21º         |
| 1990     | 18,75 m   | Italia (bandiera) | -         | -           |
| 1989     | 19,54 m   | Italia (bandiera) | -         | -           |
| 1988     | 20,68 m   | Tirrenia          | 21-8-1988 | 28º         |
| 1987     | 22,91 m   | Viareggio         | 12-8-1987 | 1º          |
| 1986     | 22,06 m   | Viareggio         | 6-8-1986  | 6º          |
| 1985     | 21,95 m   | Roma              | 1-6-1985  | 3º          |
| 1984     | 21,50 m   | Roma              | 11-7-1984 | 14º         |
| 1983     | 20,19 m   | Schio             | 14-7-1983 | 42º         |
| 1982     | 20,35 m   | Italia (bandiera) | -         | -           |
| 1981     | 19,91 m   | Firenze           | 28-5-1981 | -           |
| 1977     | 17,46 m   | Italia (bandiera) | -         | -           |

### Getto del peso indoor
| Stagione | Risultato | Luogo             | Data      | Rank. Mond. |
| -------- | --------- | ----------------- | --------- | ----------- |
| 2001     | 17,24 m   | Torino            | 25-2-2001 | 188º        |
| 2000     | 18,49 m   | Genova            | 13-2-2000 | 73º         |
| 1998     | 18,97 m   | Genova            | 8-2-2002  | 47º         |
| 1997     | 18,65 m   | Genova            | 23-2-1997 | 56º         |
| 1992     | 19,55 m   | Genova            | -         | 7º          |
| 1991     | 19,14 m   | Italia (bandiera) | -         | 14º         |
| 1990     | 19,51 m   | Italia (bandiera) | -         | 10º         |
| 1989     | 19,77 m   | Budapest          | 4-3-1989  | 10º         |
| 1987     | 21,54 m   | Torino            | 28-2-1987 | 3º          |
| 1985     | 21,24 m   | Genova            | 16-2-1985 | -           |
| 1984     | 21,11 m   | Genova            | 25-1-1984 | -           |
| 1982     | 19,49 m   | Milano            | 7-3-1982  | 10º         |
| 1981     | 19,39 m   | Genova            | 11-2-1981 | 9º          |

## Palmarès
| Anno | Manifestazione          | Sede                   | Evento         | Risultato | Misura  | Note                          |
| ---- | ----------------------- | ---------------------- | -------------- | --------- | ------- | ----------------------------- |
| 1977 | Europei juniores        | Donec'k                | Getto del peso | 9º        | 16,29 m |                               |
| 1981 | Europei indoor          | Grenoble               | Getto del peso | 4º        | 19,34 m |                               |
| 1982 | Europei indoor          | Milano                 | Getto del peso | 5º        | 19,49 m |                               |
| 1982 | Europei                 | Atene                  | Getto del peso | 10º       | 19,28 m |                               |
| 1983 | Giochi del Mediterraneo | Casablanca             | Getto del peso | Argento   | 19,61 m |                               |
| 1983 | Mondiali                | Helsinki               | Getto del peso | 5º        | 20,07 m | Miglior prestazione personale |
| 1984 | Europei indoor          | Göteborg               | Getto del peso | Bronzo    | 20,23 m |                               |
| 1984 | Olimpiadi               | Los Angeles            | Getto del peso | Oro       | 21,26 m |                               |
| 1985 | Universiadi             | Kōbe                   | Getto del peso | Argento   | 20,85 m |                               |
| 1986 | Europei                 | Stoccarda              | Getto del peso | 4º        | 20,73 m |                               |
| 1987 | Mondiali                | Roma                   | Getto del peso | Argento   | 21,88 m |                               |
| 1988 | Olimpiadi               | Seul                   | Getto del peso | 7º        | 20,36 m |                               |
| 1989 | Mondiali indoor         | Budapest               | Getto del peso | 7º        | 19,77 m |                               |
| 1990 | Europei indoor          | Glasgow                | Getto del peso | 5º        | 19,44 m |                               |
| 1991 | Mondiali indoor         | Siviglia               | Getto del peso | 14º       | 18,29 m |                               |
| 1991 | Giochi del Mediterraneo | Atene                  | Getto del peso | Oro       | 19,38 m |                               |
| 1991 | Mondiali                | Tokyo                  | Getto del peso | 11º       | 18,73 m |                               |
| 1992 | Europei indoor          | Genova                 | Getto del peso | 6º        | 19,51 m |                               |
| 1992 | Olimpiadi               | Barcellona             | Getto del peso | 11º       | 19,62 m |                               |
| 1993 | Giochi del Mediterraneo | Linguadoca-Rossiglione | Getto del peso | Argento   | 19,37 m |                               |
| 1995 | Mondiali                | Göteborg               | Getto del peso | 18º       | 18,74 m |                               |
| 1997 | Giochi del Mediterraneo | Bari                   | Getto del peso | Oro       | 19,54 m |                               |

## Campionati nazionali
- 8 volte campione nazionale nel getto del peso (1983/1986, 1989/1992)
- 4 volte campione nazionale indoor nel getto del peso (1985, 1990/1992)

1983
- Oro ai Campionati italiani assoluti, getto del peso - 20,14 m

1984
- Oro ai Campionati italiani assoluti, getto del peso - 21,50 m

1985
- Oro ai Campionati italiani assoluti indoor, getto del peso - 20,81 m
- Oro ai Campionati italiani assoluti, getto del peso - 21,04 m

1986
- Oro ai Campionati italiani assoluti, getto del peso - 21,29 m

1989
- Oro ai Campionati italiani assoluti, getto del peso - 19,54 m

1990
- Oro ai Campionati italiani assoluti indoor, getto del peso - 19,51 m
- Oro ai Campionati italiani assoluti, getto del peso - 18,75 m

1991
- Oro ai Campionati italiani assoluti indoor, getto del peso - 19,14 m
- Oro ai Campionati italiani assoluti, getto del peso - 19,32 m

1992
- Oro ai Campionati italiani assoluti indoor, getto del peso - 19,55 m
- Oro ai Campionati italiani assoluti, getto del peso - 19,63 m

1996
- Argento ai Campionati italiani assoluti, getto del peso - 19,55 m

1997
- 5º ai Campionati italiani assoluti indoor, getto del peso - 18,65 m

1998
- Bronzo ai Campionati italiani assoluti indoor, getto del peso - 18,97 m
- 4º ai Campionati italiani assoluti, getto del peso - 18,65 m

1999
- 5º ai Campionati italiani assoluti, getto del peso - 18,74 m

2000
- 4º ai Campionati italiani assoluti indoor, getto del peso - 18,49 m

2001
- 8º ai Campionati italiani assoluti indoor, getto del peso - 17,24 m

2002
- 7º ai Campionati italiani assoluti, getto del peso - 17,53 m

## Riconoscimenti
Il 7 luglio 2021, una targa con il suo nome è stata inserita nel percorso Walk of Fame dello sport italiano al parco olimpico del Foro Italico a Roma, riservato agli sportivi italiani che si sono distinti per i risultati ottenuti in campo internazionale.